# Colíder
Colíder é um município do estado de Mato Grosso, localizado a latitude 10º 48’ 19” sul, longitude 55º 27’ 27” oeste. Sua ocupação se iniciou no período dos incentivos fiscais federais da década de 1970. Raimundo Costa Filho decidiu colonizar a região no período em que os soldados do 9º BEC (Batalhão de Engenharia e Construção) trabalhavam na abertura da rodovia Cuiabá-Santarém, hoje conhecida como BR-163.

## Dados gerais
- Colíder desmembrou-se de Chapada dos Guimarães, que havia se desmembrado da capital Cuiabá
- Eleitores - 23.467
- Padroeiro - São João Batista
- Distritos - Sede
- Divisas - Carlinda, Itaúba, Nova Canaã do Norte, Nova Guarita e Terra Nova do Norte
- Comarca - Colíder
- Altitude da sede da prefeitura - 315 m acima do nível do mar
- Relevo - Planalto Residual Norte de Mato Grosso, Serra do Cachimbo.
- Distância até Cuiabá - 650 km
- Área territorial - 3.093,173 Km²
- Densidade demográfica: 9,94 hab/km²

## História
A ocupação de Colíder se iniciou no período dos incentivos fiscais federais da década de 1970. Raimundo Costa Filho decidiu colonizar a região no período em que os soldados do 9º BEC (Batalhão de Engenharia e Construção) trabalhavam na abertura da rodovia Cuiabá-Santarém, hoje conhecida como BR-163.
Raimundo já havia atuado na colonização do Estado do Paraná e, em 1973, chegou ao Mato Grosso, após ter sobrevoado a região e adquirido uma grande área de terras. Raimundo contratou topógrafos para a medição das terras. Luiz Marques da Silva mudou-se então para a localidade, então chamda de "Cafezal".
Em 07 de Maio de 1973, foi construído o primeiro ranchão, que serviu a várias funções: dormitório, armazém, enfermaria e pensão. Em 1974, quase toda a Gleba havia sido ocupada e iniciou-se o projeto da cidade.
Quando o povoado cresceu, escolheu-se o nome de Colíder por causa da Colonizadora Líder (Co + líder). Na época, Ênio Pipino desenvolvia uma grande colonização na região, que estabeleceu Sinop como sede. Colíder buscava seguir os passos da cidade de Sinop, de modo a justificar seu nome de liderança.
Em 18 de Dezembro de 1979, o município de Colíder foi criado pela Lei Estadual nº 4.158 e teve como base de sua economia a agropecuária e o garimpo nas décadas de 1980 a 1990. Economicamente, a cidade passou por extração de madeira, pecuária, industrialização (em sua maioria frigoríficos e curtumes), comércio e prestação de serviços.

## Demografia
No Censo de 2000, do IBGE, foram encontradas 28.051 pessoas residentes no município.
No Censo do IBGE de 2010, a população foram encontradas 30.766 pessoas residentes no município.
No Censo de 2022, foram encontrados 31.370 residentes no Município. Sendo assim, em 12 anos, a população do município cresceu apenas  1,83%.

### Religião
Religiões em Colíder (2010)
Segundo o Censo do Instituto Brasileiro de Geografia e Estatística, realizado em 2010: 71,16% da população residente era católica romana, 21,01% era protestante, 4,89% era sem religião, 0,22% espírita, 1,00% de Testemunhas de Jeová e 1,33% restantes eram os membros de todas as demais religiões. O resultado mostra que o número de católicos na cidade foi levemente maior que a média nacional naquele ano que era de 64,6% e o de protestantes foi quase igual a média brasileira de 22,2%.
Dentro dos 21,01% de protestantes na cidade em 2010, 2.250 pessoas (7,31%) da população de Colíder era composta por Evangélicos de Missão, dentre os quais os maiores grupos foram: 1.283 (4,17%) batistas, 554 (1,80%) adventistas, 367 (1,19%) presbiterianos e 45 (0,14%) luteranos.
Os pentecostais contaram 3.959 pessoas (12,86%) da população local, dentre os quais destacam-se: as Assembleias de Deus com 1.967 pessoas (6,39%), Congregação Cristã no Brasil com 1.138 pessoas (3,69%), Igreja Universal do Reino de Deus com 186 pessoas (0,60%), Igreja Pentecostal Deus é Amor com 95 pessoas (0,30%), Igreja do Evangelho Quadrangular com 57 pessoas (0,18%), e demais grupos pentecostais não nominados pelo censo (que incluem Igreja Mundial do Poder de Deus, Igreja Internacional da Graça de Deus, entre outras) com 515 pessoas (1,67%).

## Geografia

### Formação Geológica
O território de Colíder é majoritariamente de coberturas não dobradas do Fanerozoico, Formação Prainha. Coberturas dobradas do Proterozoico com granitoides associados, Formação Iriri. Complexos metamórficos arqueanos pré-cambriano indiferenciado. Faixa móvel Rio Negro e Juruena.

### Bacia Hidrográfica
O território de Colíder é banhado pela Bacia do Amazonas, que inclui a Bacia do Teles Pires e o Rio Peixoto de Azevedo.

### Clima
O clima é equatorial quente e úmido, sendo 3 meses de seca (de junho a agosto) e 3 meses de chuvas (de fevereiro a março), com precipitação anual de 2.500mm. A temperatura média anual é de 24°C.

## Economia
A economia de Colíder está embasada na pecuária, tendo contribuições de culturas agrícolas de soja, milho e feijão. Além disso, também são importantes o comércio e extrativismo mineral. E a cidade tem potencial turístico em belezas naturais como a Cachoeira Mercúrio, a Igreja Matriz e a maior representação da Santa Ceia do Brasil.

## Administração
- Prefeito: Hemerson Lourenço Maximo (2021/2024)
- Vice-prefeito: Valmir Teixeira
- Presidente da Câmara:  Flávia Rodrigues Ramiro (2021/2022)

## Últimos prefeitos eleitos
| Ano  | Prefeito         | Partido  | Votos  | %     | Ref    |
| ---- | ---------------- | -------- | ------ | ----- | ------ |
| 2004 | Celso Banazeski  | PTB      | 8.165  | 53,48 | [ 11 ] |
| 2008 | Celso Banazeski  | PR       | 9.384  | 56,38 | [ 12 ] |
| 2012 | Nilson Santos    | PMDB     | 11.689 | 66,81 | [ 13 ] |
| 2016 | Noboru Tomiyoshi | PSD      | 8.622  | 52,00 | [ 14 ] |
| 2020 | Maninho          | PATRIOTA | 5.450  | 32,69 | [ 15 ] |